# خوان ليندو
خوان ليندو (بالإسبانية: Juan Nepomuceno Fernández Lindo y Zelaya) (و. 1790 – 1857 م) هو سياسي، ومحام من هندوراس ولد في تيجوسيجالبا.